# ترجمات الكتاب المقدس إلى اللغة الكردية
كان جزء من الكتاب المقدس متاحًا لأول مرة باللغة الكردية في عام 1856. وتتوفر ترجمات حديثة للكتاب المقدس بأكمله باللغة الكرمانجية والسورانية القياسية، مع العديد من الأجزاء باللهجات الأخرى.

## كورمانجي

### الترجمات المبكرة
نُشر جزء من الكتاب المقدس لأول مرة باللغة الكردية عام 1856 باللهجة الكرمانجية. ترجم ستيبان، وهو موظف أرمني في جمعية الكتاب المقدس الأمريكية، الأناجيل، ونُشرت عام 1857. ترجم إسحاق غروت بليس، من الجمعية الأمريكية للكتاب المقدس، بقية العهد الجديد، ونُشر العهد الجديد كاملاً في إسطنبول عام 1872 بالأبجدية الأرمنية.
وفي عام 1891، نُشرت ترجمة جديدة للعهد الجديد والمزامير، بالخط الأرمني أيضًا.
وفي عام 1922، نشرت جمعية الكتاب المقدس الأمريكية ترجمة أخرى لإنجيل متى بالأحرف العربية.

### Kamiran Alî Bedirxan
أعدّ كاميران علي بدرخان كتابي الأمثال عام 1947 ولوقا عام 1953، بمساعدة الكاهن الدومينيكي توماس بوا. نُشر كتابا لوقا بالخطين العربي واللاتيني، ونشرتهما جمعية الكتاب المقدس في لبنان. وأعادت دار أفستا نشر هذه الطبعة من كتاب الأمثال في إسطنبول عام 2014.

### Komela Hêvî û Jiyanê
أصدرت Komela Hêvî û Jiyanê ترجمة للكتاب المقدس بأكمله باسم "Kitêba Pîroz". ترجمت هذا إلى اللغة الكردية الكرمانجية بواسطة Resûlê Qereqoçanî وSeîdê Dewrêş. نشر لأول مرة في ألمانيا عام 2004 من قبل GBV-Dillenburg، وبعد ذلك في تركيا من قبل GDK (Gerçeğe Doğru Kitapları).

### جمعية الكتاب المقدس في تركيا
نشرت جمعية الكتاب المقدس في تركيا العهد الجديد باللغة الكرمانجية الحديثة عام 2005. وأُضيفت المزامير في طبعة لاحقة (2015). ومنذ ذلك الحين، استمرت ترجمة أسفار العهد القديم، وتُرفع الترجمات التي خضعت لمراجعة استشارية إلى موقع Bible.com (المعروف أيضًا باسم تطبيق YouVersion). واعتبارًا من مارس 2021، أصبح 21 كتابًا من أصل 39 كتابًا من أسفار العهد القديم متاحة للقراءة على الموقع. كما أُتيحت قراءات صوتية لهذه الكتب على ساوند كلاود لمساعدة المتعلمين الشفهيين، ولجمع آراء حول الترجمات تمهيدًا لطباعة الكتاب المقدس كاملًا.

### معهد ترجمة الكتاب المقدس
يقوم معهد ترجمة الكتاب المقدس بترجمة الكتاب المقدس للأكراد في فترة ما بعد الاتحاد السوفيتي. اكتملت ترجمة العهد الجديد عام 2000، وصدرت طبعة منقحة عام 2011. ويجري العمل على ترجمة العهد القديم، وقد نُشرت أعماله باللغتين السيريلية واللاتينية.

### رابطة الأدب الكردي
ترجمت أجزاء من الكتاب المقدس إلى البهدينية (الكرمانجية في جنوب كردستان): أولاً إنجيل يوحنا، ولوقا/أعمال الرسل، وفي عام 2019، العهد الجديد بأكمله. وقد إكملت هذه الترجمة للعهد الجديد من قبل KLA (رابطة الأدب الكردستاني) ونشرتها Biblica.

### شهود يهوه
في 2 يوليو/تموز 2023، صدر كتاب "الكتاب المقدس - البشارة بحسب متى" بلغتين كرديتين في فعاليتين منفصلتين. في ألمانيا، صدر الكتاب باللغة الكرمانجية الكردية، وفي جورجيا أيضًا باللغة الكرمانجية الكردية (القوقاز). وحضر الفعاليتان حوالي 750 شخصًا.
منذ هذه الأحداث، أصدر شهود يهوه عدة كتب من العهد الجديد رقميًا باللغة الكردية. الكتب المنشورة هي من إنجيل متى إلى إنجيل كولوسي.

### مقارنة الترجمات
| ترجمة                                              | يوحنا 3: 16 |
| -------------------------------------------------- | --- |
| جمعية الكتاب المقدس الأمريكية (1857)               | هذا هو السبب في أن هذا هو ما يحدث الآن، وهو ما يجعل الأمر صعبًا للغاية. الحصول على قرض عقاري جديد, الحصول على قرض عقاري شكرا :                                     |
| جمعية الكتاب المقدس الأمريكية (1857، 1872) (مُنقَلة) | çimkî Xwedê wusan heband dinyayê، heta ko yekza Kurê xwe da، ku her kê ko jê re îman bîne Winda nebe، lê ji abadî heyat ra melik bibe.                            |
| Komela Hêvî û Jiyanê                               | Ji ber ku Xwedê evqas pir ji dinê hez kir ku, Lawê xwe yê tekane da; Wisa ku, bila tu kes, ji yên bawerî bi wî bîne helaq nebe, lê bila jiyana wî ya abadîn hebe. |
| كتاب المقدس شركتي (جمعية الكتاب المقدس في تركيا)   | Đimkî Xwedê wusa ji dinyayê hez kir ku Kurê xwe yê yekta da، da her kesê ku baweriy bi wî bîne helak nebe، lê jiyana wî ya herheyî hebe.                          |
| معهد ترجمة الكتاب المقدس (الأبجدية السيريلية)      | كل يوم هو يوم جيد, كل يوم هو يومك, وما هو أفضل وقت لك لا داعي للقلق بشأن هذا الأمر.                                                                               |
| معهد ترجمة الكتاب المقدس (الأبجدية اللاتينية)      | çimkî Xwedê usa dinya h'iz kir، ku Kur'ê Xweyî tayê t'enê berva da، wekî her kesê ku bawerîya xwe Wî bîne unda nebe، lê jîyîna wîe h'eta-hetayê hebe.             |
| رابطة الأدب الكردي، 2019                           | خود هاسا حەز ژ جيهانێ ك، كو وڕێ خۆ یێ ئكانە دایێ، داكو هەر كەسێ بوەریێ پێ بينيت ژ ناڤيت، لێ ژيانا هەروهەر طبيعة.                                                  |
| رابطة الأدب الكردي، 2019 (منقول)                   | Xwedê wusa hez ji cîhanê kir, ku wî kurê xwe êkane dayê, da ku her kesê baweriyê pê bînît ji nav neçît, lê jiyanaheruher hebît.                                   |
| ترجمة العالم الجديد                                | Xwedê ji dinyayê ew qas hez kir ku wî Kurê xweyî yekta da, da ku her kesê ku baweriya xwe bi wî tîne, helak nebe, lê jiyana sheyî bi dest bixe.                   |

## سوراني
ترجم ب. فون أورتزن العهد الجديد إلى اللهجة المكريّة من اللغة السورانية الكردية. نُشر إنجيل مرقس في بلغاريا عام 1909 بأحرف عربية، ولم يُنشر باقي هذه الترجمة قط.
في عام 1919، انتهى لودفيج أولسن فوسوم من الكنيسة اللوثرية النرويجية المتحدة في أمريكا من كتابة العهد الجديد بأكمله و نشر بالخط العربي تحت عنوان الإنجيل المقدس.
الكتاب المقدس الكردي السوراني القياسي (KSS) هو ترجمة حديثة للكتاب المقدس كاملاً باللغة السورانية الكردية من قِبل جمعية الكتاب المقدس الدولية (بيبليكا). وقد صدرت النسخة العربية منه في أبريل/نيسان 2017.

### مقارنة الترجمات
| ترجمة                                       | يوحنا 3: 16 |
| ------------------------------------------- | --- |
| ترجمة فوسوم - الصوراني (موكري)، 1919        | هناك القليل من الحب الذي يحلم به كوري وهو ما يجعل إيمانه بين عظامه ينفجر إلى الأبد.                                                    |
| IBS Modern - سوراني                         | چونكه‌ خودا به‌م جۆره‌ جيهان ۆشويست، تهنانه‌ت كوڕه‌ تاقانه‌كه‌ي به‌ختكرد، تاكو ه‌ر كه‌سێك پێنێت له‌ناو، بهكو ژياني تاه‌تاى هه‌بێت.                  |
| بيبليكا - المعيار الكردي السوراني           | لەبەر ئەوەی خودا ئەوەندە جیهانی ۆشويست، ەنانەت کوڕە تاقانەکەی بەختکرد، تاكو هەركەسێك قوة پەڕت لەناو نەچێت، بەڵکو یانی هاهاتای هابيتای، |
| جمعية الكتاب المقدس في لبنان - صوراني، 2017 | چونكه وه‌ها عالم خۆشويست، تهنانهت ڕۆڵه‌ تاقانه‌كه‌ي به‌ختكرد، تاكو ه‌ر كه‌سێك پێنێت له ناونه‌چيه، ژيان جواداني هه‌بێت.                          |

## زازا
لقد ترجم إنجيل لوقا إلى اللغة الكردية الزازاكية.

## كردي جنوبي
تُرجم إنجيل يوحنا إلى اللغة الكردية الكرمانشاهي عام 1894. ترجمه يحيى خان الكرمانشاهي من الفارسية. ثم نُقّحت هذه الترجمة، وترجم دبليو كلير تيسدال وميرزا إسماعيل بقية الأناجيل. ونشرتها جمعية الكتاب المقدس البريطانية والأجنبية عام 1900.

## روابط خارجية
- الكتاب المقدس الكردي على الإنترنت
- إصدار 1857
- إصدار 1872
- نسخة 1919
- إصدار 1922
- كتابي بيروز (موقع الكتاب المقدس الكردي على الإنترنت التابع لـBiblica)
- ترجمة كرماسانية لإنجيل يوحنا مقال لمصطفى دهقان